# Лазар Донков
Лазар Иванов Донков е български етнограф и художник, създател и пръв директор на архитектурно-етнографски комплекс „Етър“ край Габрово. Баща е на известния в страната и в чужбина художник Иван Донков и на баскетболиста Христо Донков.

## Биография
Роден е в Габрово на 20 септември 1908 г. Неговата майка Рада Голосманова е от стария габровски род Тухладжиеви, а баща му Иван Лазаров Донков (1867-1946) е основател на първата патронна фабрика в България.
Лазар Донков завършва Априловската гимназия в Габрово през 1927 г. Той е самоук художник, който през 1950-те години обикаля габровските села и прави стотици скици и рисунки на възрожденски къщи, занаятчийски работилници и технически съоръжения.
По негово предложение и проект в габровския квартал Етъра е изграден архитектурно-етнографски комплекс „Етър“. На 22 април 1963 г. е направена първата копка на комплекса, а е тържествено открит на 7 септември 1964 г. Неговото творение е единственият по рода си етнографски музей на открито на Балканския полуостров с действащи работилници, в които се съхраняват и представят традиционни балканджийски занаяти, включително с механизми, задвижвани от водна струя. През периода 1963-1976 г.
Лазар Донков е методически ръководител и директор на комплекса. Публикува редица статии и издава „Кратки бележки по изграждането на етнографския парк-музей“ (1971). Умира в Габрово през 1976 г.

## Отличия
- Заслужил деятел на културата – 1971 г.
- Димитровска награда – 1974 г.

## Памет
За него журналистът Цоньо Стойков пише:
| „             | Най-милата среща, която съм имал като журналист е когато бях на гости на бай Лазар Донков. Той ме прие с уважение, като човек, с когото може да споделиш своите си тревоги и своите планове. Даде ми една книжка, която беше написал за създаването на „Етъра“. В нея беше описал своите битки, как са се борили срещу него и все пак е успял да убеди когото трябва, за да го има и днес музея на открито. Ако трябва с една дума да определя Лазар Донков, тя е Творец Голям. | “ |
| Цоньо Стойков | |   |